# Westland Wasp
De Westland Wasp is een kleine Britse turbine-aangedreven, boordhelikopter tegen duikboten. Het door Westland Helicopters gebouwde toestel, kwam van hetzelfde P.531-ontwerpprogramma als de Westland Scout voor het Britse leger, en is gebaseerd op de met een zuigermotor uitgeruste Saunders-Roe Skeeter. Het vervulde bij de Royal Navy de rol van een helikopter die klein genoeg was om vanaf het dek van een fregat met een nuttige lading van twee doelzoekende torpedo's.
De Wasp zorgde tijdens de Falklandoorlog voor het zinken van één schip en beschadigde de onderzeeër ARA Santa Fe zwaar tijdens dat conflict in 1982.

## Ontwerp en ontwikkeling
De toename in snelheid en aanvalsbereik door dreigende onderzeeboten en de toenemende bereik waarop deze dreiging het hoofd kon worden geboden, leidden bij de Royal Navy tot de eis voor een "Manned Torpedo-Carrying Helicopter" (MATCH). De toenmalige scheepsbewapening beschikte niet over het noodzakelijke bereik, en daarom was MATCH in essentie een stand-off wapen waarbij de helikopter de torpedo of een ander wapen in de richting van het doel draagt en instructies krijgt waar hij het moet afwerpen. In tegenstelling tot de grotere Wessex of SH-34 Seabat droeg de Wasp geen eigen sonar, maar was het beperkt tot het werken in samenwerking met het moederschip, andere schepen of andere ASW-eenheden.

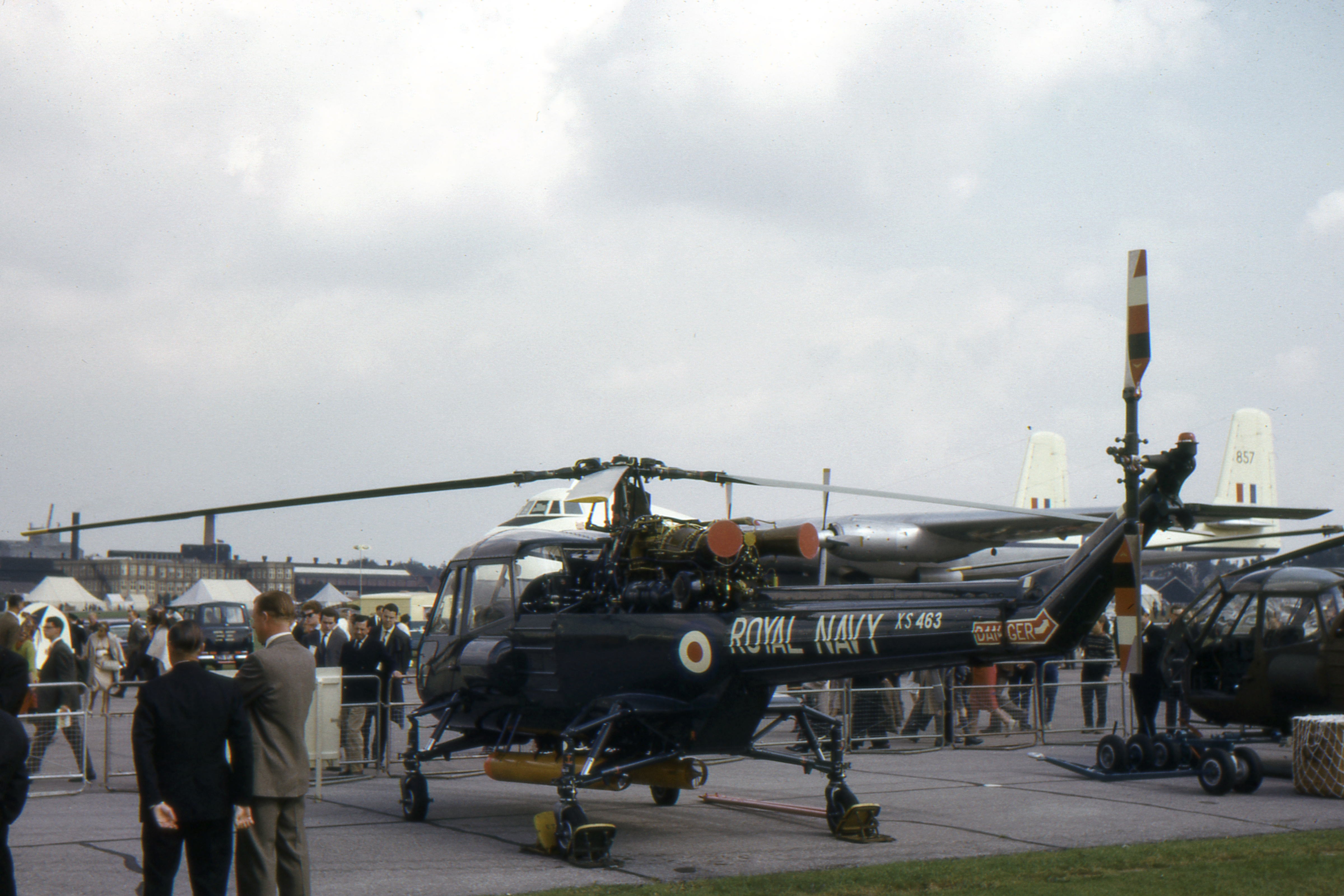
De eerste Wasp tijdens de SBAC show in 1962, een maand voor de eerste vlucht

Het eerste prototype Saro P.531 vloog op 20 juli 1958, en de prototypes werden onderworpen aan gedetailleerde tests door de Royal Navy, inclusief het uitproberen van verschillende uitvoeringen van het landingsgestel voordat er werd gekozen voor een definitieve oplossing. Een order voor een voorproductie serie van twee "Sea Scouts" werd geplaatst in september 1961. De eerste vlucht van de twee preproductietoestellen, dan aangeduid als Wasps, vond plaats op 28 oktober 1962. De productie begon voorspoedig, er werden er in totaal 98 aangeschaft voor de Royal Navy. De Wasp werd succesvol geëxporteerd naar Brazilië, Nederland, Indonesië, Maleisië, Nieuw-Zeeland en Zuid-Afrika. In totaal werden er 133 toestellen gebouwd.
De Wasp was in essentie een Scout voor de marine en werd dan ook oorspronkelijk aangeduid als Sea Scout. Het verschilde van de Scout in details in het ontwerp. Zo had het een uniek 4-wielig onderstel met zwenkwielen waarmee met het toestel gemanoeuvreerd kon worden op kleine deinende vliegdekken. De Wasp had de mogelijkheid van een "negative pitch" van de rotorbladen, de invalshoek van de bladen kon naar beneden worden ingesteld. Zo kon de hoofdrotor de helikopter tegen het dek drukken en het vliegtuig zich "voegen" naar de bewegingen van het dek terwijl de tuidraden werden vastgemaakt. Extra brandstoftanks werden in de cabinevloer ingebouwd en zowel de staartboom als de hoofdrotor konden worden opgevouwen zodat het toestel in een kleine boordhangar van de eerste generatie helikopter-dragende fregatten (bij de Royal Navy de Leander-klasse en bij de Kon.Marine de van de Leander afgeleide Van Speijkklasse) kon worden opgeborgen. Het was voorzien van een winch boven de achterste stuurboorddeur, en was ook in staat om onder de romp op gehangen ladingen met behulp van een semi-automatische vrachthaak onder de romp. Met een bemanning van twee (piloot en operator) en de mogelijkheid om 3 passagiers te vervoeren was de Wasp ook bruikbaar voor transportmissies op korte afstand en voor ambulancetaken met ruimte voor één stretcher over de breedte van het achterdeel van de cabine.
Latere modificaties gaven onder meer de mogelijkheid tot het gebruiken van de Nord SS.11 draadgeleide raket, met het toepassen van de richtmiddelen in het linker cockpitdak en het installeren van grote opblaasbare nooddrijvers  aan weerszijden van de cabine om kapseizen in het geval van een waterlanding te helpen voorkomen. De SS.11 had een beperkt bereik waardoor het voornamelijk geschikt was voor het aanvallen van kleine oppervlakte doelen zoals patrouilleboten of posities op de kust en werd later vervangen door de AS.12, welke effectief een dubbel bereik bad. 

## Dienst bij de Koninklijke Marine

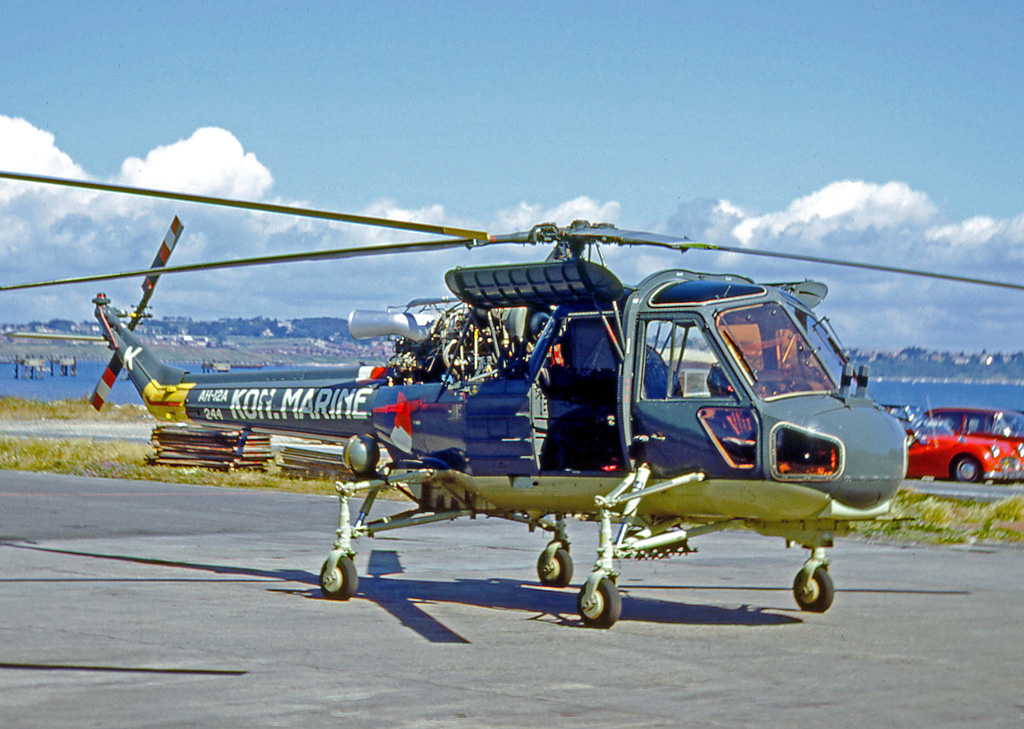
AH-12A Wasp (Wasp HAS.1) 244/K van de Marineluchtvaartdienst in Portland, 1967

De Wasp voldeed aan de eis van de Koninklijke Marine voor een helikopter, die klein genoeg was om te landen op het dek van een fregat, met een nuttige lading van twee doelzoekende torpedo's. Besteld als Wasp HAS Mk1 kwamen de 12 toestellen uit twee series (2 en 2A) en geleverd tussen nov. 1966 en juni 1967, in dienst bij de Marineluchtvaartdienst als AH-12A Wasp. Alle toestellen waren operationeel bij VSQ-860. Na de brand aan boord van Hr.Ms. Karel Doorman in 1969, werden de NAVO-onderzeebootbestrijdingsverplichtingen overgenomen door een eskader van zes Van Speijkklasse anti-onderzeeërfregatten met Wasps als anti-onderzeebootbestrijdingheli.
Hun vastewal-basis was MVK De Kooy.
Van de 12 geleverde toestellen stortte er een in zee in 1968, en nog eens 2 in 1978. Een dertiende toestel, bestemd om een in zee gestort toestel te vervangen, werd geleverd in 1974.
De laatste Nederlands Wasp werd uiteindelijk uit dienst genomen in 1981, toen ze door de Westland SH-14 en UH-14 Lynx werden vervangen. De 10 overgebleven toestellen gingen terug naar Westland voor revisie, waarna ze aan Indonesië geleverd werden. Indonesië was uiteindelijk het laatste land dat met de Wasp opereerde.

## Overgebleven Nederlandse Wasps

### Indonesië
On display
- Wasp AH-12A (HAS.1) HS-434 van de Indonesische Marine, de voormalige "Marineluchtvaartdienst" 243, staat als poortwachter op Juanda Naval Air Station in Soerabaya.[6]
- 3 ongeïdentificeerde Wasp AH-12A's (HAS.1) van de Indonesische Marine staan tentoongesteld verspreid over het Naval Doctrine, Education and Training Development Command in Soerabaya, waarvan één prominent achter de hoofdpoort.[7]

### Nederland
Er zijn geen oorspronkelijke MLD toestellen meer in Nederland. Het toestel dat in de traditiekamer van de MLD in De Kooy staat is een voormalig Engels toestel (Royal Navy XT795) dat in 1993 van de Britten is overgenomen en in de kleuren van een in zee gestorte Nederlandse Wasp (‘235’) is geschilderd.